# NGC 1104
NGC 1104 é uma galáxia espiral barrada (SB0-a) localizada na direcção da constelação de Cetus. Possui uma declinação de -00° 16' 17" e uma ascensão recta de 2 horas, 48 minutos e 38,7 segundos.
A galáxia NGC 1104 foi descoberta em 6 de Novembro de 1864 por Heinrich Louis d'Arrest.